# Albert Żamett

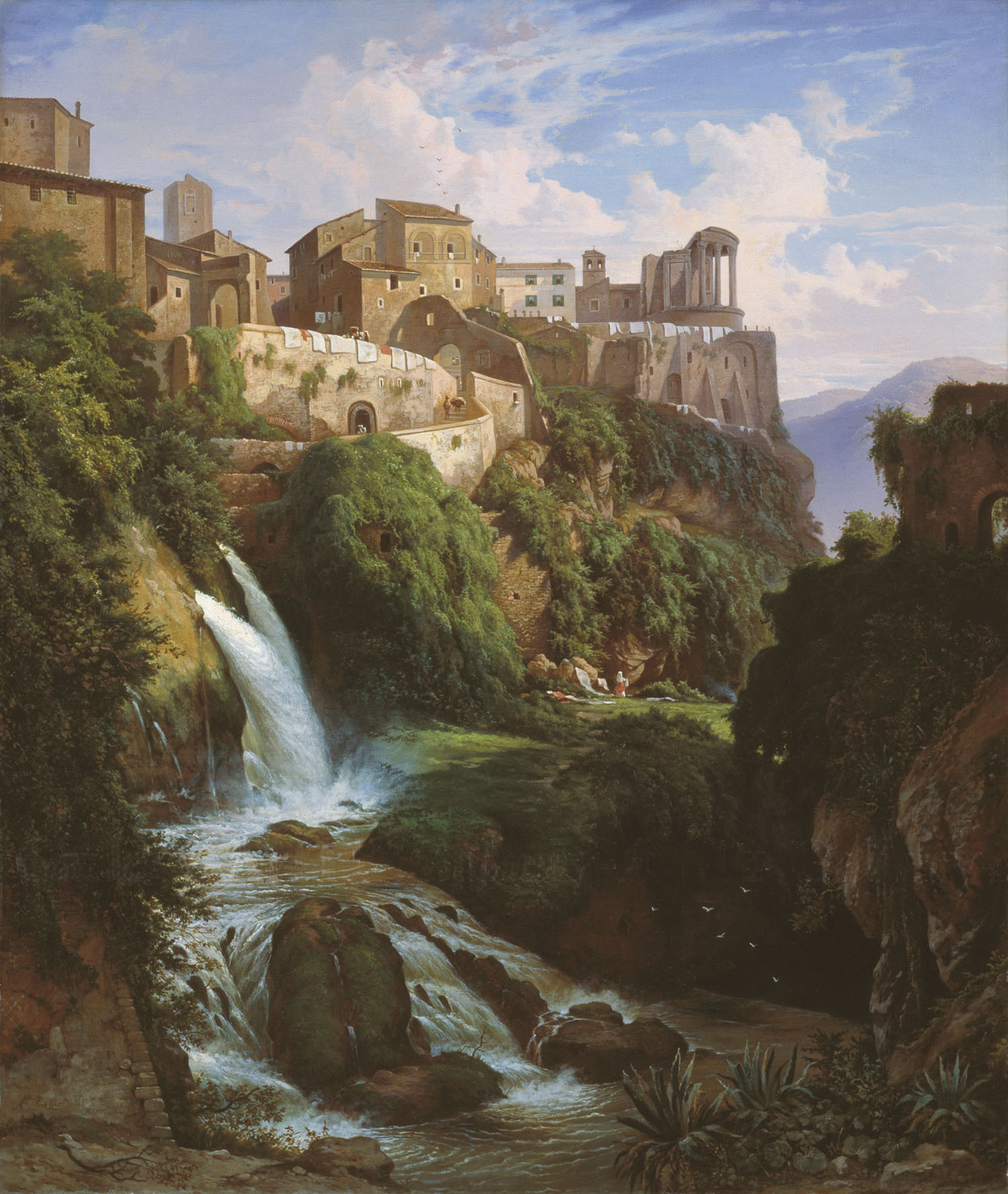
Widok kaskady i świątyni Sybilli w Tivoli 1855

Albert Żamett (ros. Альберт Данилович Жамет, lit. Albertas Žametas) (ur. 25 listopada 1821 w Wilnie, zm. 1876 tamże) – malarz polsko-rosyjski, pejzażysta. 
Jego ojciec Daniel Schamett przybył z Prus Wschodnich do Wilna, gdzie przyjął obywatelstwo rosyjskie. Albert Żamett uczęszczał do gimnazjum w Wilnie. 
Studiował od 1840 w Cesarskiej Akademii Sztuk Pięknych w Sankt Petersburgu na prawach wolnego słuchacza u Maksima Nikiforowicza Worobiowa (1787-1855). W 1847 za poparciem kowieńskiego marszałka gubernialnego Benedykta Tyszkiewicza wyjechał do Włoch, a następnie do Francji, Anglii i Niemiec.
W 1854 otrzymał w rzymskiej  Akademii Świętego Łukasza nagrodę za krajobraz. 
W 1859 otrzymał tytuł akademika, m.in. za krajobraz z okolic Rocca di Papa.
W latach 1861–1863 powtórnie przebywał we Francji, Anglii i Sabaudii. W 1864 powrócił do Wilna, gdzie pełnił obowiązki scenografa Teatru Miejskiego. Wykonał freski w zakrystii Katedry w Wilnie.

## Literatura
- В. Г. Жамет, Альберт Данилович // Русский биографический словарь : в 25-ти томах. — СПб.—М., 1896—1918
- Art11 Gallery (ros.)